# Pic de Carroi
Pic de Carroi – szczyt górski w Pirenejach Wschodnich. Administracyjnie położony jest w Andorze, na granicy parafii Escaldes-Engordany i La Massana. Wznosi się na wysokość 2334 m n.p.m.
Na południowy zachód od szczytu usytuowany jest Pic d’Aos (2406 m n.p.m.), na zachód przełęcz Collada de Montaner (2073 m n.p.m.), natomiast na południowym wschodzie położona jest stolica Andory, Andorra La Vella. Na północnych stokach Pic de Carroi swoje źródła ma strumień Canal de l’Art.